# 青年廣場
青年廣場（英語：Youth Square），前稱香港青年發展中心（英語：Hong Kong Centre for Youth Development），俗稱Y-Square、YS、柴灣青年發展中心及柴灣青年廣場，是一座位於香港柴灣柴灣道238號的建築，為香港特別行政區民政事務局所擁有，現時由2010年開始新世界集團轄下的新世界設施管理有限公司以非牟利形式負責管理及營運。
青年廣場於2001年6月興建，到2003年12月至2005年7月期間暫停工程，最終於2008年11月落成。建設費總額約7.5億港元，政府撥款5億5,090萬港元興建，其餘2億港元由華人永遠墳場管理委員會贊助。廣場於2009年4月開始為部份設施陸續進行試業，直至2010年3月6日正式啟用。設施包括商場（主要由補習社及教育中心租用）、設有643個座位的Y綜藝館、Y劇場、多用途場地及設有148間客房的Y旅舍等。

## 歷史
青年廣場前身為柴灣社區中心、環翠里休憩處及柴灣道迴旋處行人天橋的柴灣道（樓梯）和環翠道（緩陂樓梯）出口之所在地。
1998年，前任行政長官董建華於施政報告提出對青少年服務加強重視，宣布耗資9億元將柴灣社區中心重建為青年發展中心。原計劃樓高24層，總面積為35,000平方米。中心設青少年發展活動使用的場地、由青年實業家以及有意推動青年發展的商業機構經營的咖啡室和商店、以至150間旅舍房間。
不過該建議公佈後，引起各界嘩然。單是建築費便預計要花8億5,630萬元。另加顧問費5,200萬元。不少立法會議員皆批評此計劃太過昂貴，是浪費資源。此外，當時市政總署（今康樂及文化事務署）轄下的很多場地租用率欠佳，並沒有增加的必要。
2000年6月，民政事務局和香港建築師學會舉辦青年廣場的建築設計比賽，比賽分兩階段進行，在同年11月結束。
2000年12月，建築設計比賽優勝者的作品首度被公開。民政事務局為其舉辦一連九日的公開展覽，在19日舉行開幕儀式；同期政府開始進行柴灣社區中心清拆工程，於2001年5月完成。
到了2001年，政府向立法會申請5.5億元，在柴灣興建青年發展中心，預期在2005年底落成。並以自負盈虧模式運作，政府透過貸款或資助形式，設立一項營運基金作開辦費，毋須倚靠政府的經常資助，政府將成立有限公司專責管理並委任董事會成員。同年6月，開始進行地基暨興建主座大樓地庫工程，至2003年12月完成。
不過，香港當時經濟環境欠佳，在2003年政府發現中心首10年營運，將有9,000萬的赤字。同年年底，青年發展中心的地基和地庫工程完工，由於未能確定中心的營運模式，當局將中心的上蓋建築工程延至2005年中才興建。工程延誤18個月，每個月還要付出20萬，合共360萬的保養地盤費用。直到2005年7月，主座及旅舍兩座大樓建築工程正式開始恢復。

## 簡介

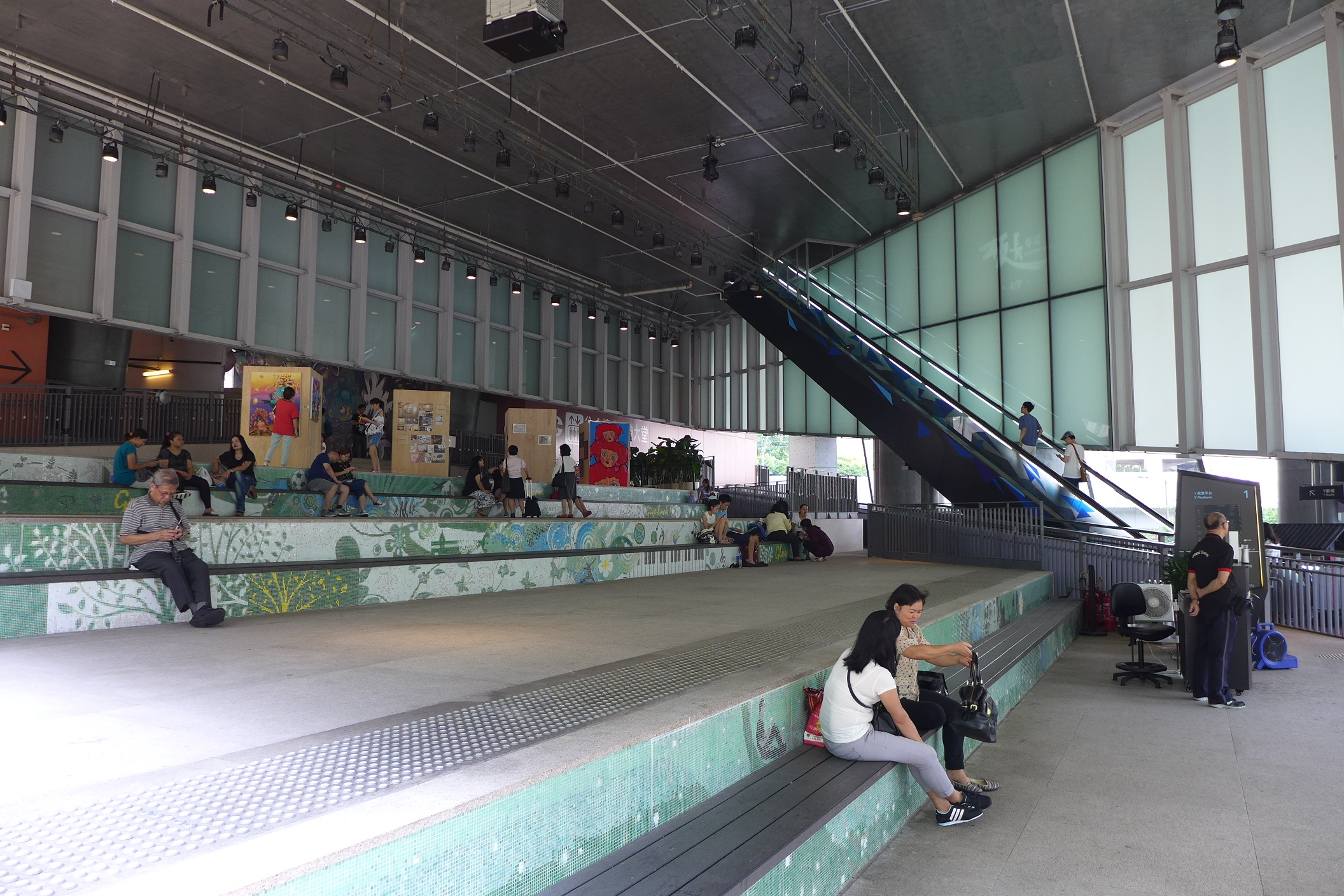
位於1樓的Y展覽平台

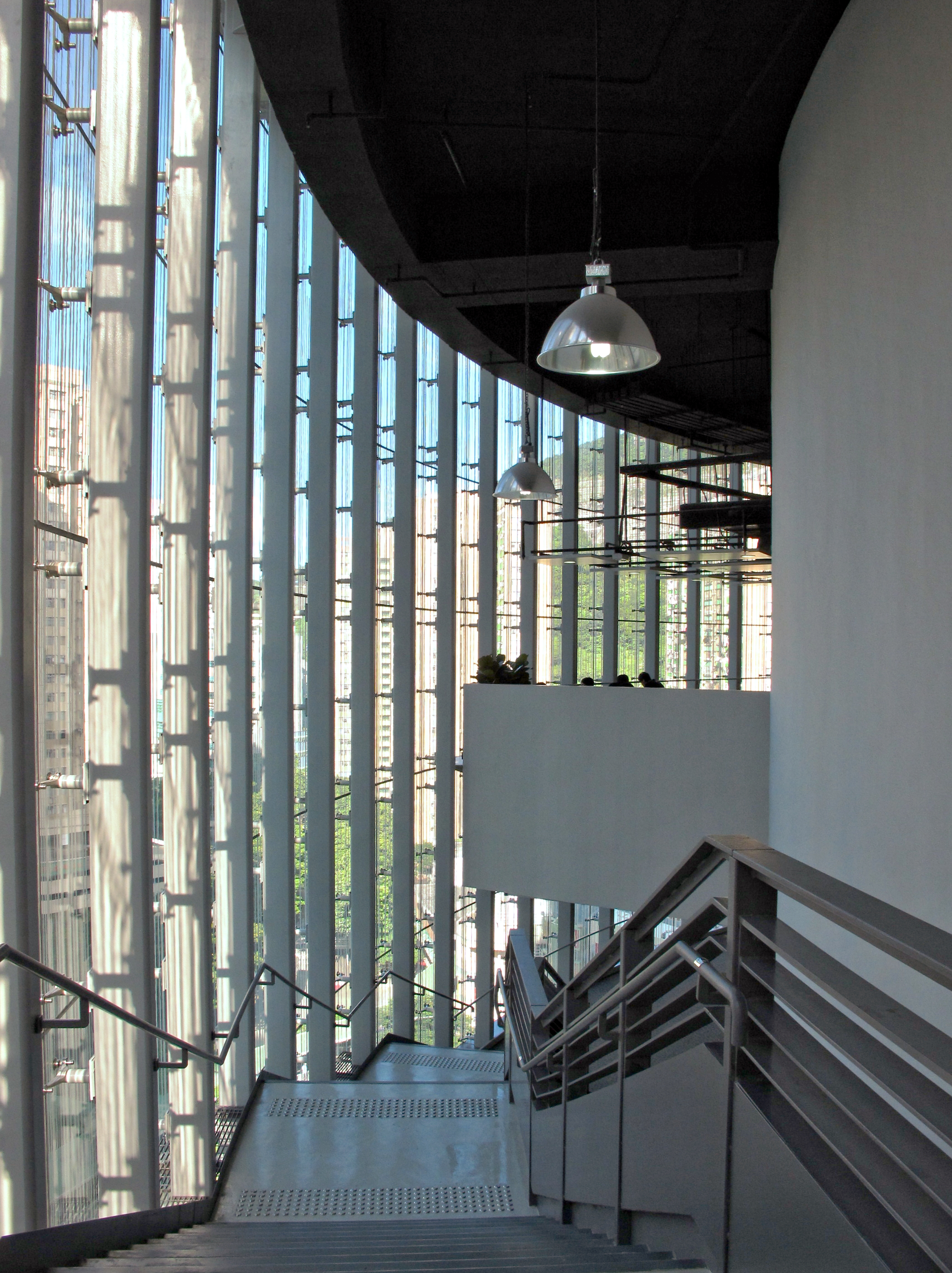
青年廣場以玻璃幕牆作為外牆

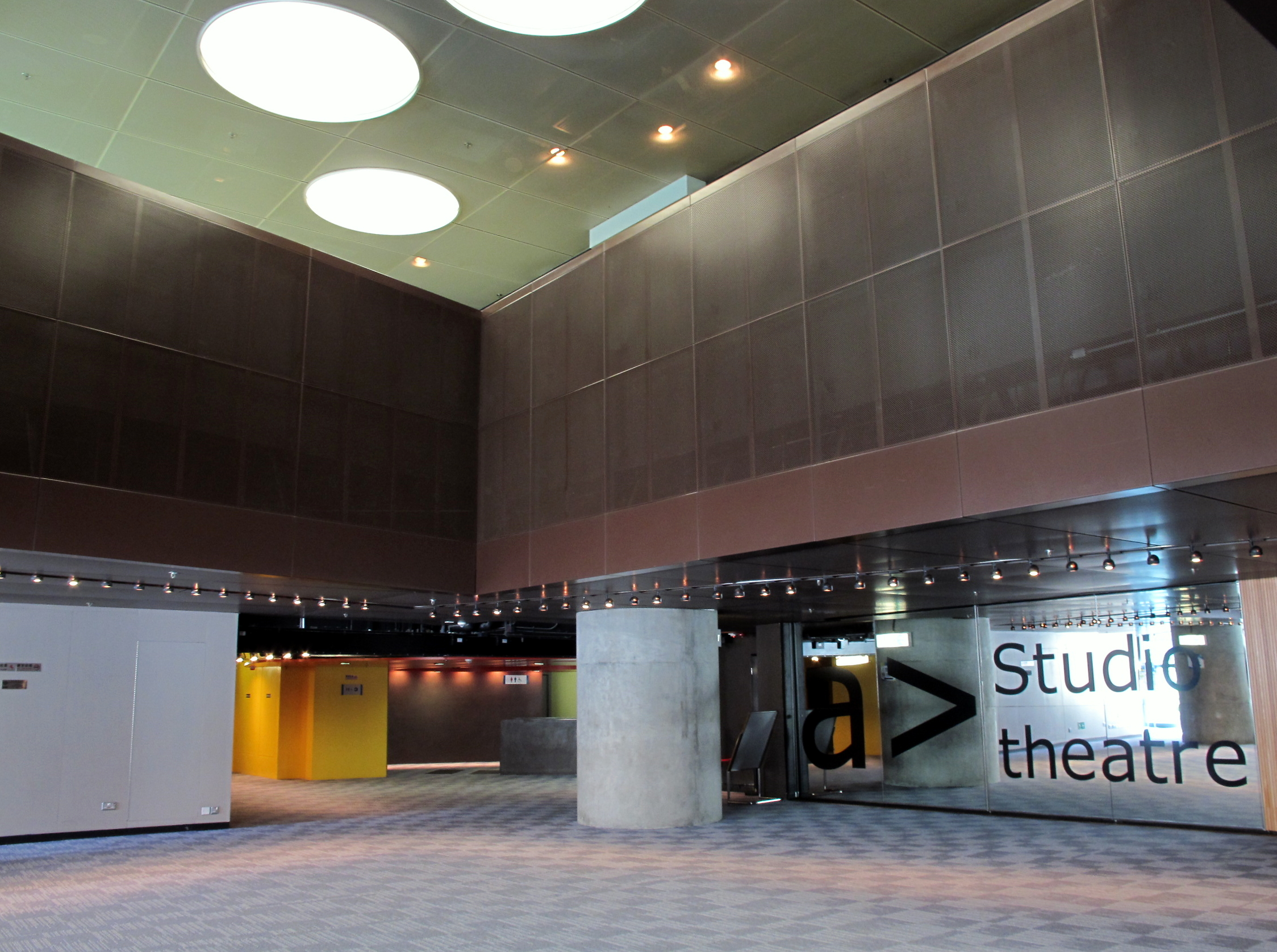
位於2樓的Y劇場

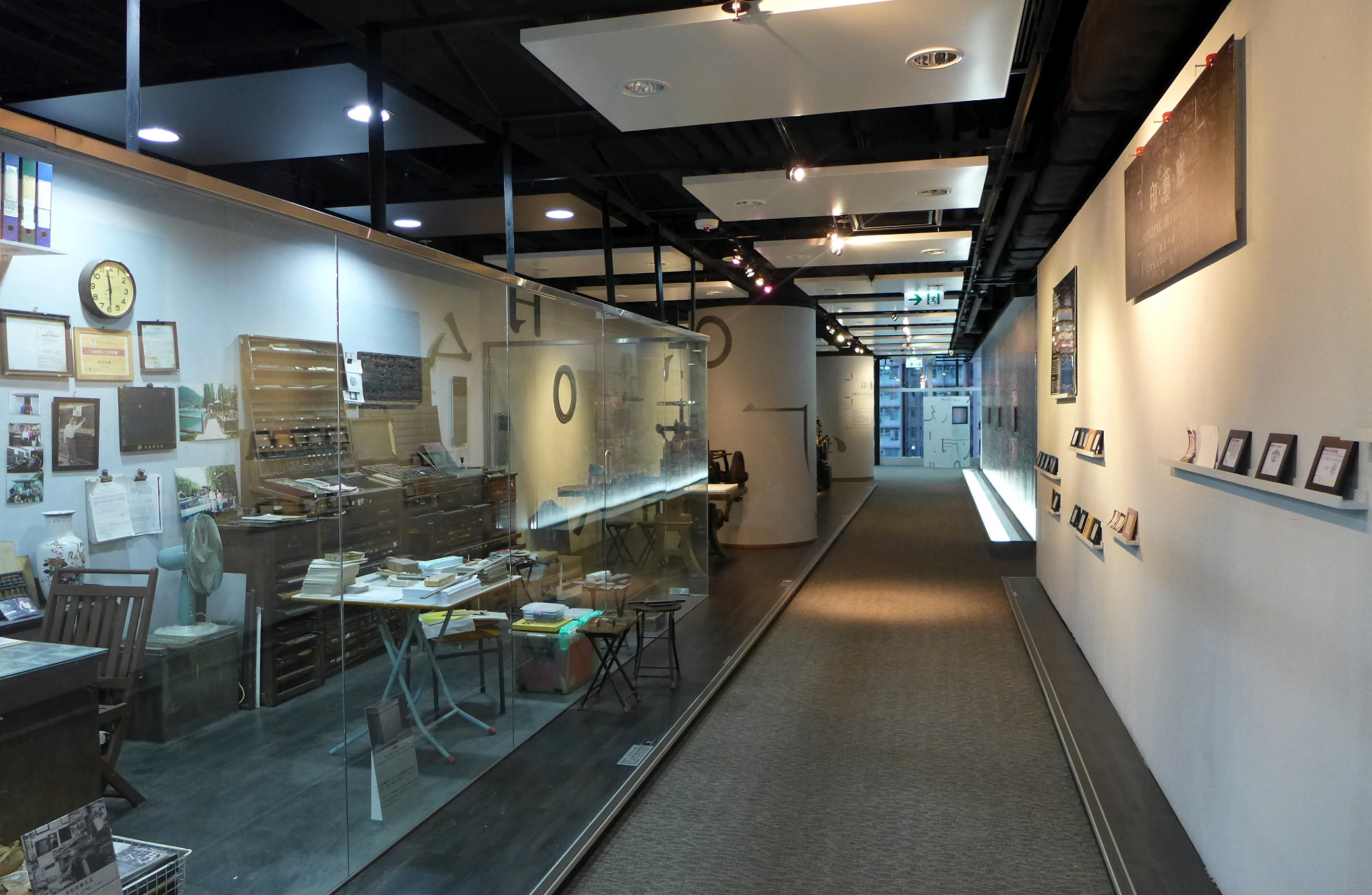
位於5樓的展覽廊

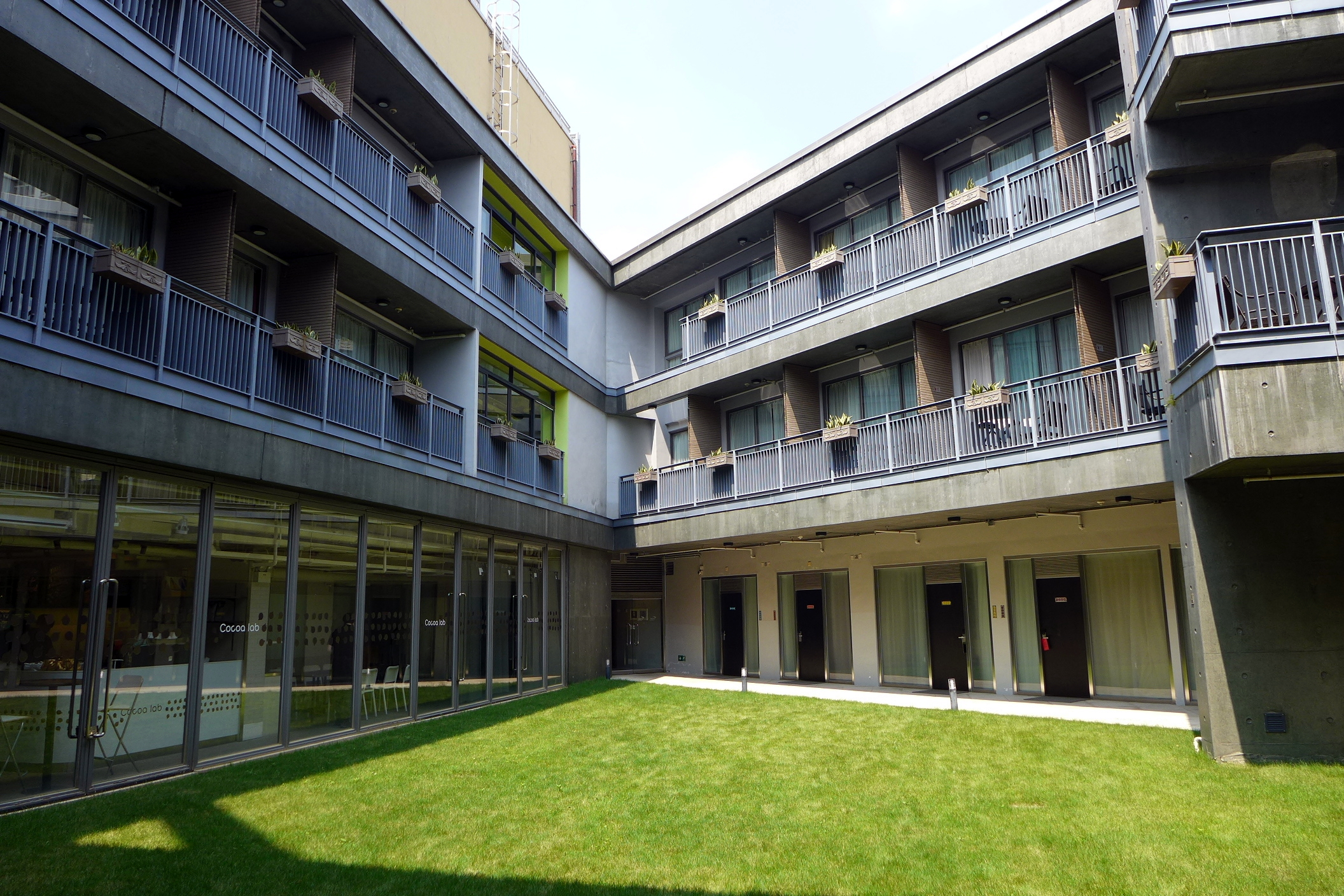
12樓Y旅舍空中庭園

青年廣場是香港首座以青少年發展為主題的綜合中心，由主座大樓及旅舍大樓兩部分組成，分別樓高15層及12層，總樓面面積約42,000平方米。

### 地庫樓層（LG3至LG1）
「Y綜藝館」（英語：Y Theatre）是一座可容納643個座位的劇院，觀眾席設上下兩層。台口有兩個獨立的升降台，這個設備在亞洲只有三個劇院設有。

### 地下
地面廣場（英語：Plaza）為露天及全開放式場地，可舉辦草地音樂會、地攤市集等活動。

### 1樓
「Y展覽平台」（英語：Y Platform）

### 2樓
2樓為「Y劇場」（英語：Y Studio）多用途禮堂，內設224個活動劇院式座椅及活動牆身門間隔，可用作小型文藝表演，亦可用作容納300人的國際性青年會議場地及開放式展覽，甚至進行開放式的展覽之用，最多可容納500人。

### 3樓至4樓
主座大樓的3樓和4樓，名為「Y生活館」（英語：Y Mart），原計劃分別有24個車仔舖和36間店舖，不過到了2010年7月，車仔舖已被移走。原來的位置用作藝術展覽用途。「生活館」現有的38間店舖已全部租出，租戶包括青年創業家、社會企業、文化藝術機構、教育中心等，與其他商場無異。
主座大樓的4樓為「美食館」（英語：Food Mall），又稱為「賞食新天地」（英語：Iconic Square），佔地2,171平方米。現有食肆為提供上海菜的「太極樓」、Iconic Kitchen及Y Cafe。

### 5樓至6樓
主座大樓5樓至6樓為多用途空間，可供公眾進行多項活動。5樓設有3間鋼琴室、1間興趣小組室及1間創意工作室。部份通道現已作為「印‧藝‧廊」展覽區，5樓另設2間辦公室，佔地710呎。
6樓設有音樂工作室、舞蹈劇場、舞蹈室、Y攀石地帶、及5間多用途室及舞蹈劇場。

### 7樓至9樓
主座大樓7樓為公民教育及青年事務資源中心，提供一站式的展覽、資料教材庫及活動室等設施。其餘部份為民政及青年事務局辦公室及新世界設施管理辦公室。
8至9樓為辦公室，佔地15,302呎，租戶以青年團體為主。8樓租戶包括香港青年聯會、香港菁英會、薪傳學社、誼樂社、香港青年交流促進會等。
9樓租戶包括香港青年聯會、香港志願者協會、國際扶輪3450地區等。

### 香港藝術學院
此外，香港藝術學院亦於2M，5樓和12樓，設有繪畫，攝影和應用媒體學科課室。行政辦公室位於8樓中庭，圖書館位於9樓玻璃房。

### Y旅舍
主座大樓及旅舍大樓合共有148個旅舍房間，包括101間雙人房、37間雙人房連露台、8間三人房、1間六人房及1間複式六人房，其中6間雙人房為無障礙房間設於主座9樓。其他設施有自助洗衣房、精品角、商務角、茶水間咖啡室、悠閒區聚會空間、健身區、空中花園及位於14樓的空中緩跑徑等。除了4樓的3間餐廳，12樓也有CocoaLab咖啡室，佔地146.5平方米。

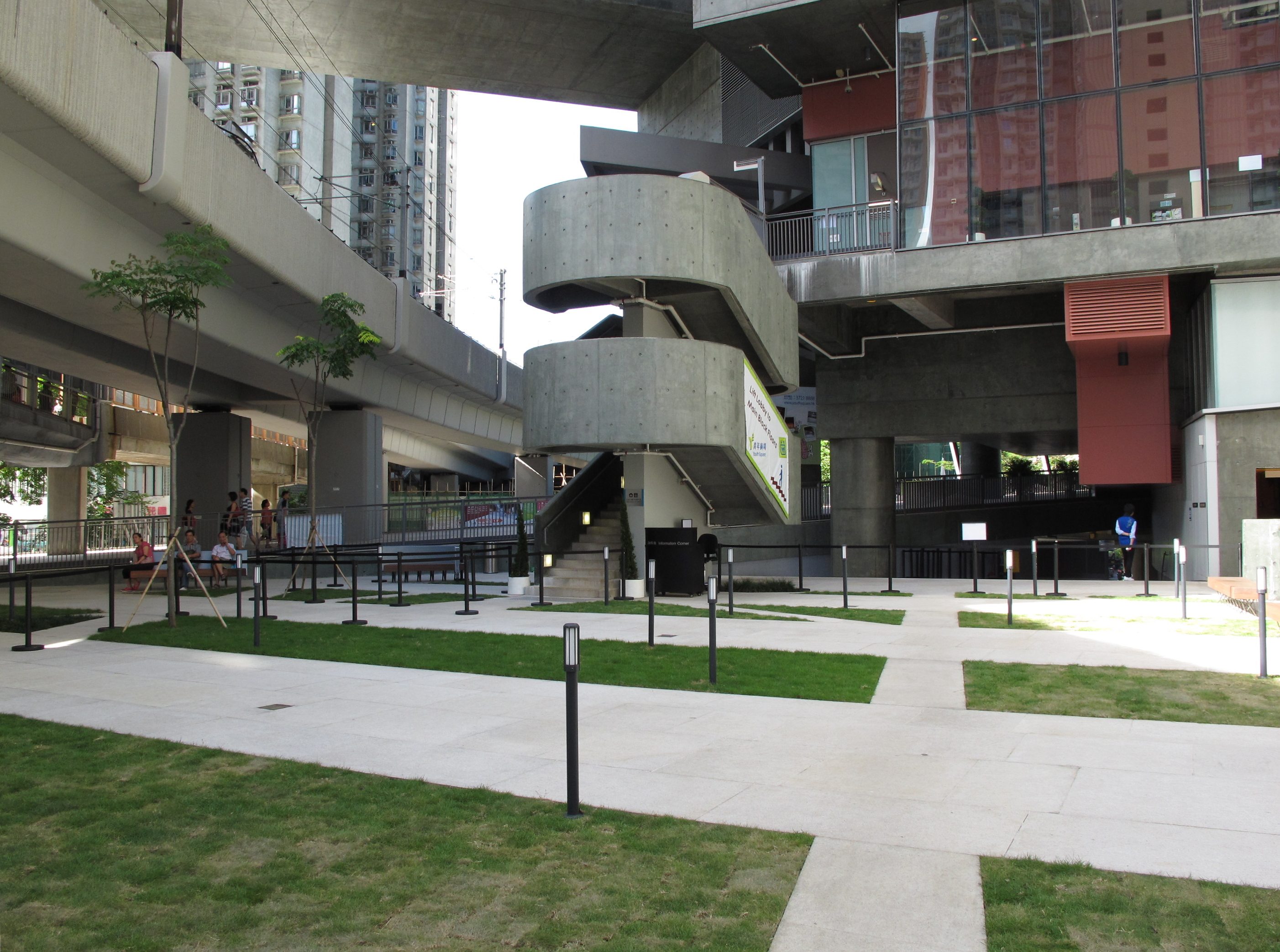
地下綠化廣場
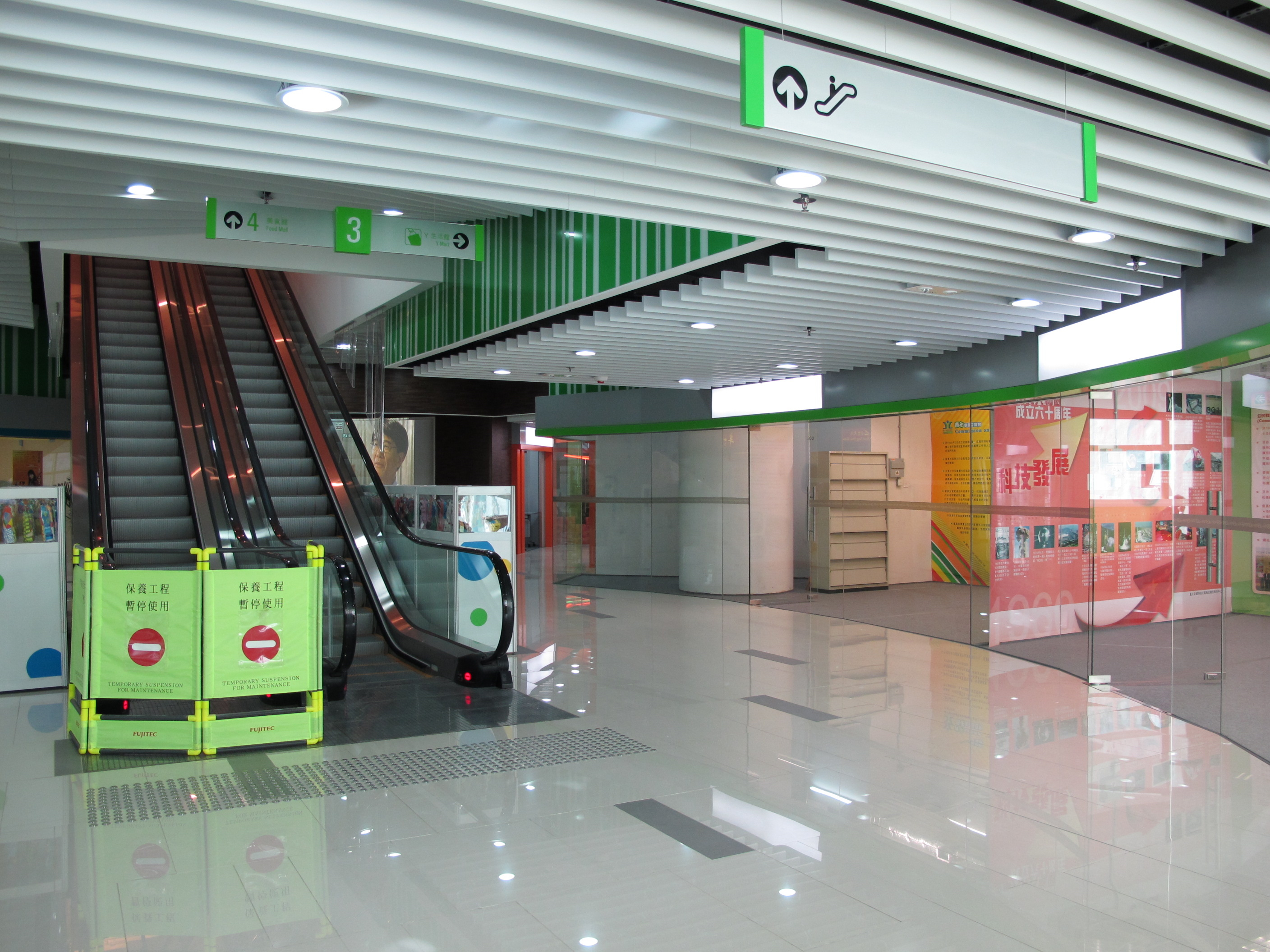
3樓的Y 生活館（2010年）
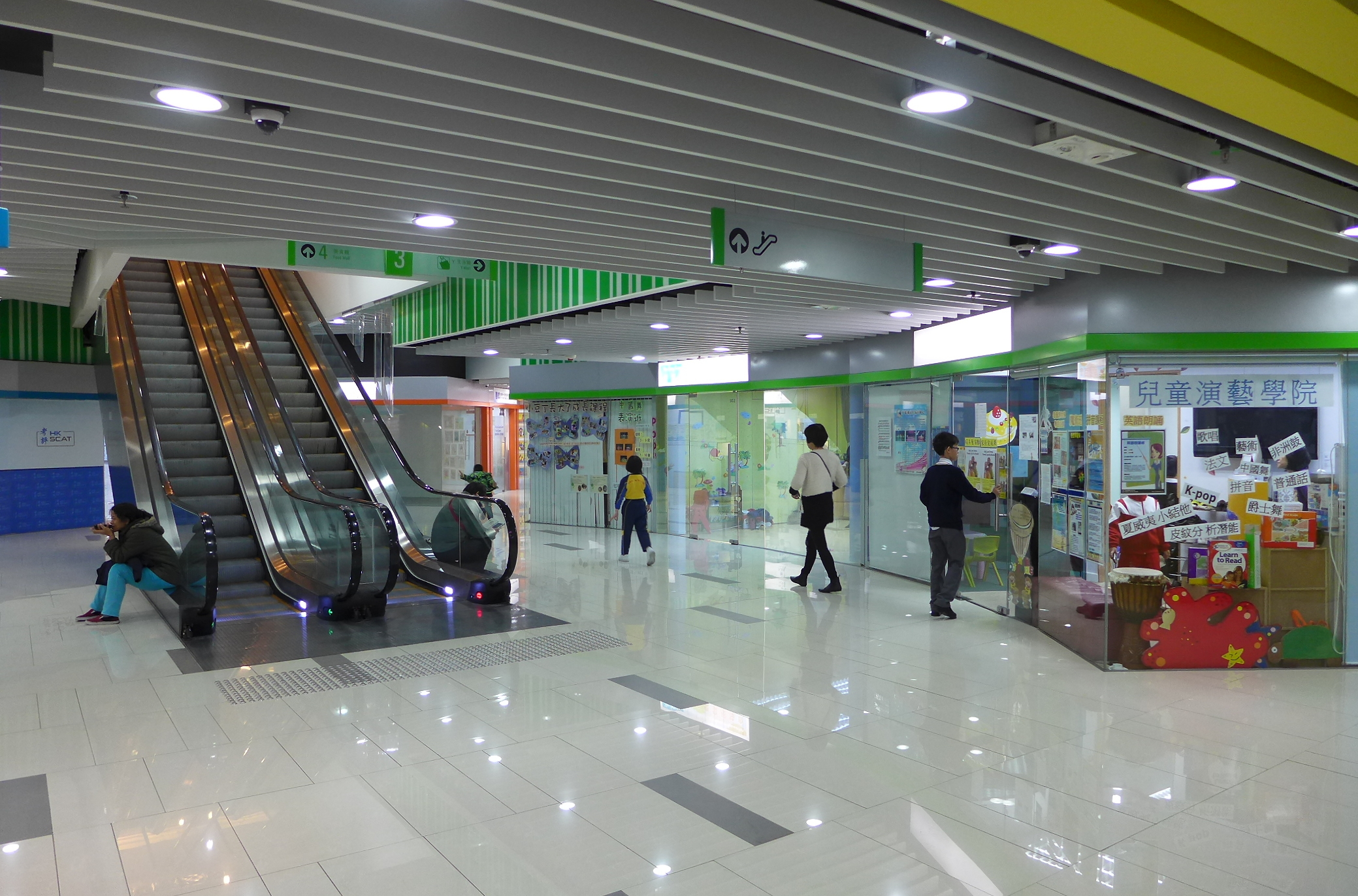
3樓的Y 生活館（2014年）
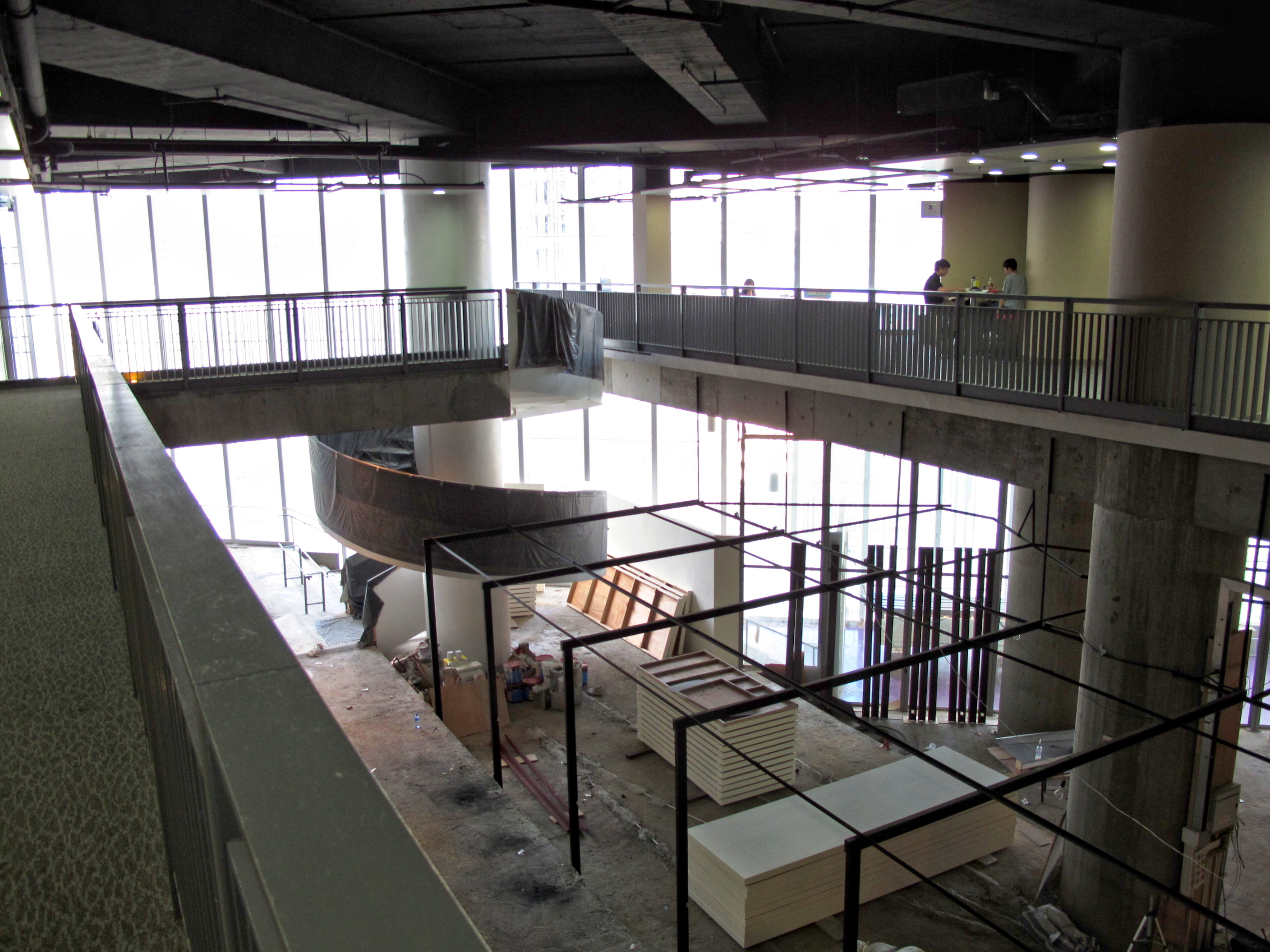
4樓美食館正進行裝修工程（2010年7月）
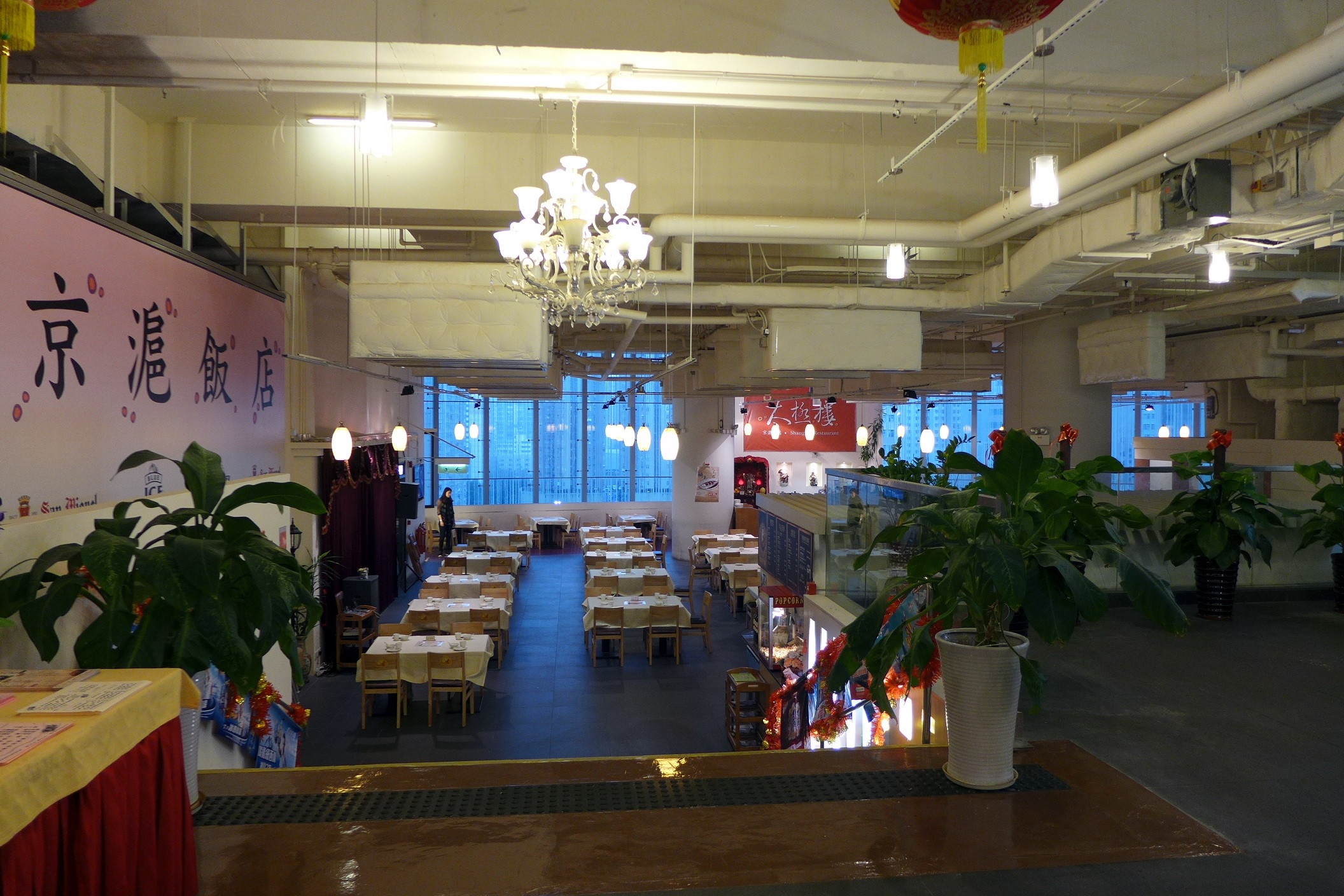
4樓太極樓京滬飯店
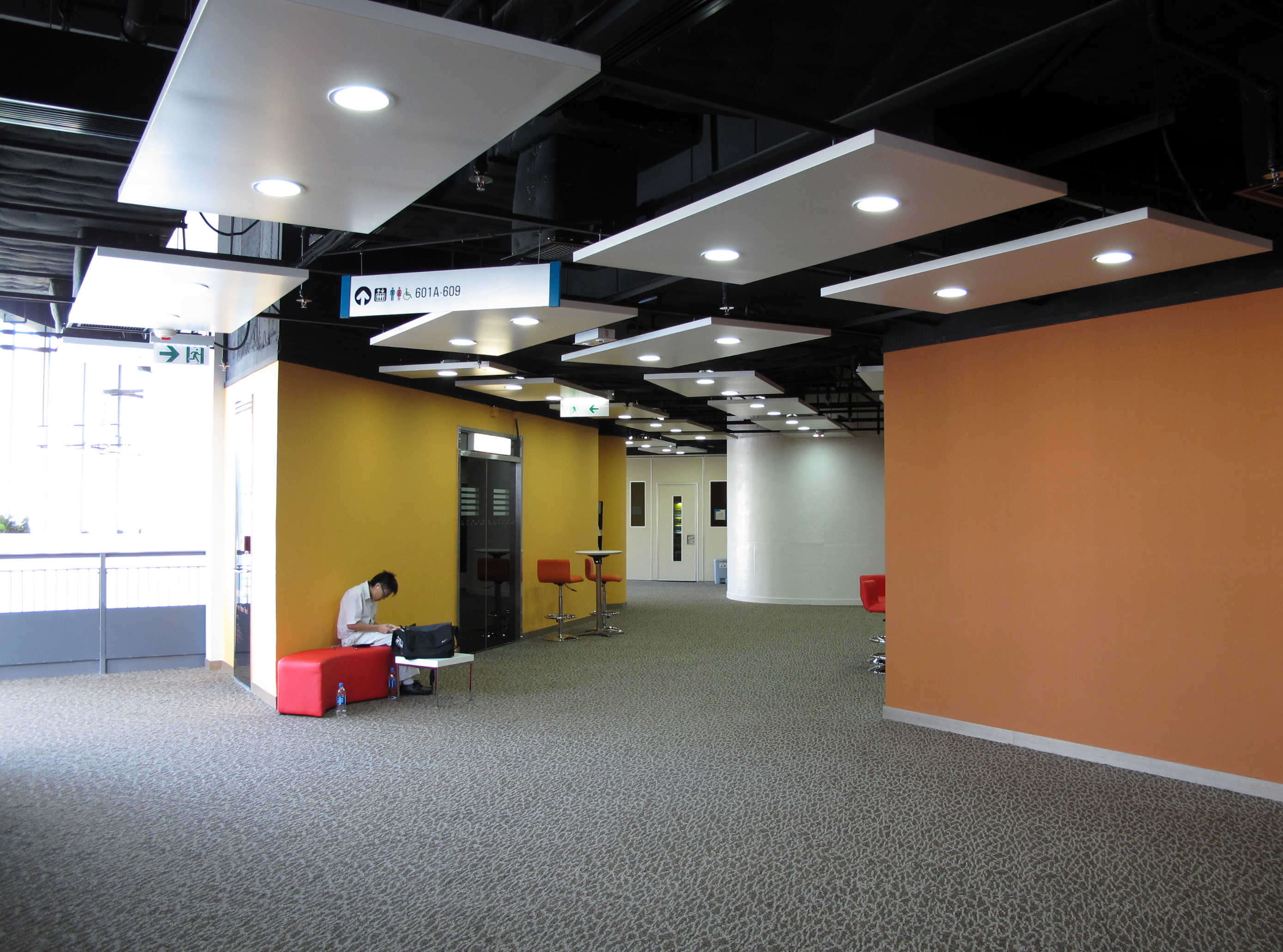
6樓為多用途場地，可供青年進行自修

### 建築配置
| 樓層            | 設施                                                         | 設施      |
| 樓層            | 主座大樓                                                     | 旅舍大樓  |
| --------------- | ------------------------------------------------------------ | --------- |
| 14              | Y旅舍客房                                                    | 不適用    |
| 13              | Y旅舍客房                                                    | 機電層    |
| 12              | Y旅舍、香港藝術學院（位於玻璃房）                            | Y旅舍     |
| 11              | 不適用                                                       | Y旅舍客房 |
| 10              | 不適用                                                       | Y旅舍客房 |
| 9               | 多功能場地、辦公室、香港藝術學院圖書館（位於玻璃房）         | Y旅舍客房 |
| 8               | 多功能場地、辦公室、香港藝術學院行政辦公室（位於中庭）       | Y旅舍客房 |
| 7               | 公民教育資源中心                                             | Y旅舍客房 |
| 6               | 舞蹈室、多用途場地（興趣小組室、鋼琴室、展覽區、創意工作室） | Y旅舍客房 |
| 5               | 多用途場地（興趣小組室、鋼琴室、展覽區、創意工作室）         | Y旅舍客房 |
| 4               | 餐廳                                                         | Y旅舍客房 |
| 3M              | 機電層                                                       | 不適用    |
| 3               | Y生活館                                                      | Y旅舍客房 |
| 2M              | 香港藝術學院繪畫及攝影工作室                                 | 不適用    |
| 2               | Y劇場                                                        | Y旅舍客房 |
| 1               | Y展覽平台                                                    | Y旅舍客房 |
| T2              | 不適用                                                       | 機電層    |
| T1              | 不適用                                                       | 機電層    |
| G               | 地面廣場                                                     | 地面廣場  |
| LG1             | Y綜藝館                                                      | 不適用    |
| LG2             | Y綜藝館                                                      | 不適用    |
| LG3             | Y綜藝館                                                      | 不適用    |
| Does not appear | （不設以下樓層：10樓、11樓）                                 |           |

### 升降機配置
（除FS7為富士達ACGL之外，全部為富士達EXDN-RS升降機）
主座大樓
- P1、P3、P4：1、2、2M、3、4–9、12–14
- P2：LG1、1、2、2M、3、4–9、12–14
- SL7（載貨升降機）：LG2、LG1、G、1、2、2M、3、3M、4–9、12–13
- P8：LG3–LG1、G、1、2、2M、3、3M、4–9、12–14

旅舍大樓
- P5：G、1–12
- P6：G、T1、T2、1–12（不停T1、T2層）

## 建築特色
青年廣場是一座鋼筋混凝土建築，以玻璃幕牆作為外牆。建築風格和立面跟日本東京新宿、丸之內、日本橋的辦公大樓近似。此建築設計是在2000年6月，由民政事務局聯同香港建築師學會合辦的國際建築設計比賽中，挑選出以黃德明、朱國勇、謝錦榮及曾永璋的設計團隊的作品為藍本。可是不論是柴灣區居民或外界，均指出青年廣場建築設計與以屋苑為主的環境顯得格格不入。

## 活動
青年廣場於2009年10月18日舉辦首個對外開放日。活動包括香港漫畫歷史展覽、漫畫工作坊、香港運動員相片展和分享會、戶外舞蹈表演，以及敲擊樂表演和工作坊。該天亦安排導賞服務，帶領參加人士親身參觀廣場各項不同設施。
到了2010年3月6日，舉行青年廣場暨青年高峰會開幕日，來自香港、中國內地及澳門的600多名青年代表齊聚一堂，以「創建未來──青年人面對的挑戰與機遇」的主題，分享心得，交流觀點。
2016年4月23日青年廣場與國際義務工作機構義遊及ViuTV攜手舉辦的「求同．傳義」名人沙龍，邀請了曾鈺成與梁國雄同台對談，與主持方健儀一起探索有關文化、價值觀、待人處事方式以至生活習慣等的差異，認識矛盾，並探討旅遊、義務工作、世界公民、朋友及消費等議題，啟發青年人思考當中的意義。

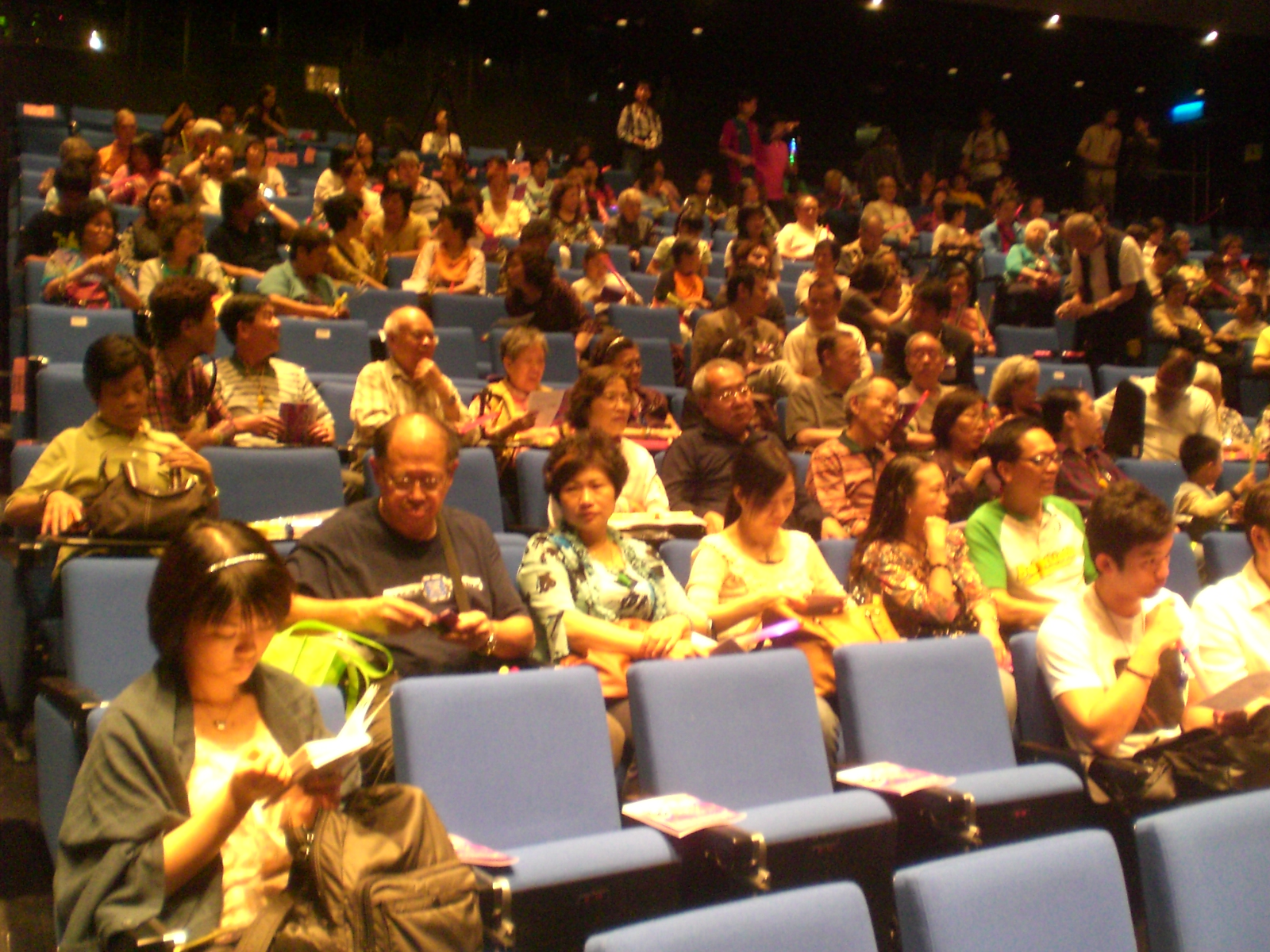
在2009年5月試業期間，當局免費派發入場票招待街坊參觀，及欣賞文化節目
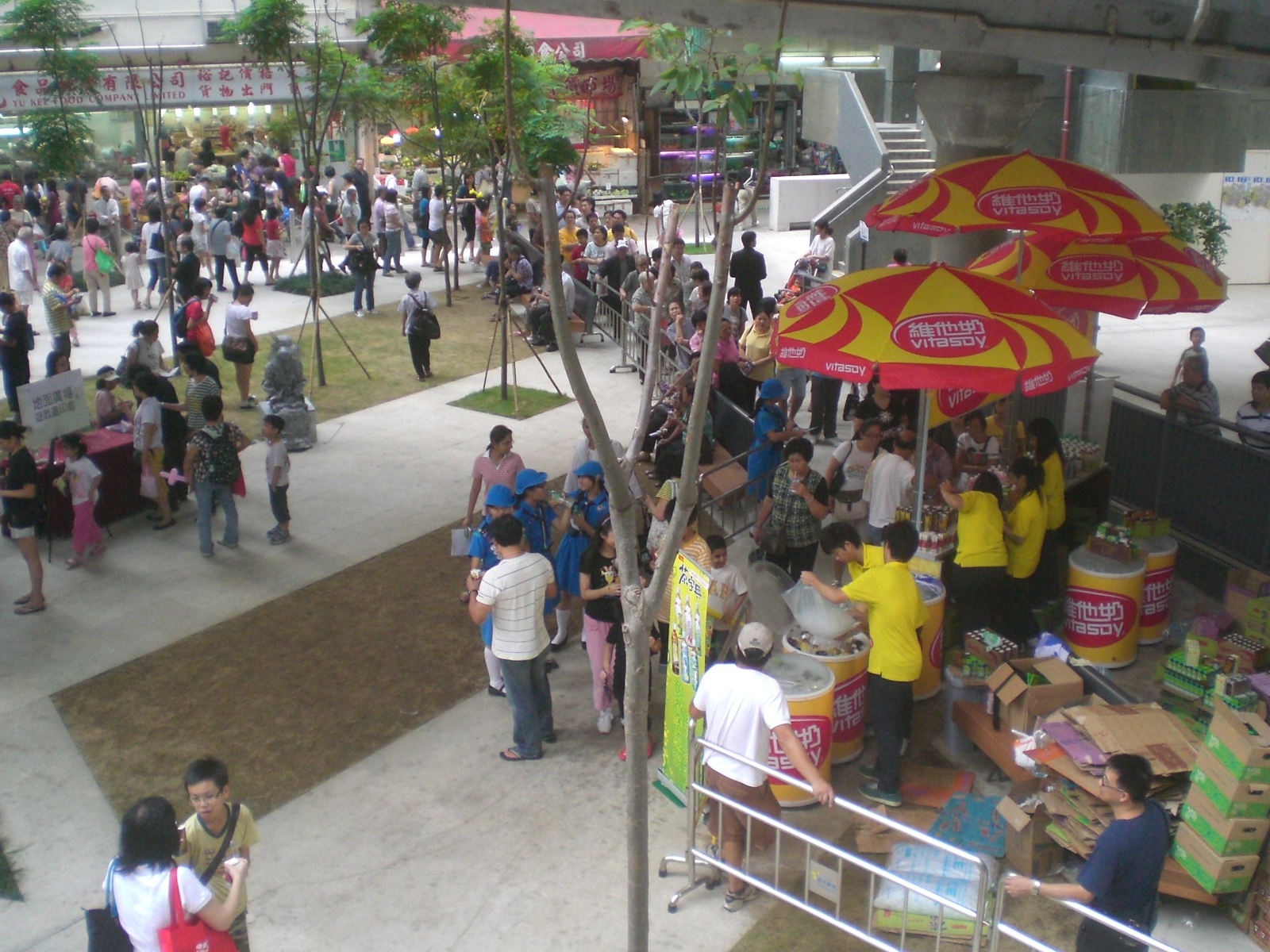
2009年10月青年廣場的一次開放日
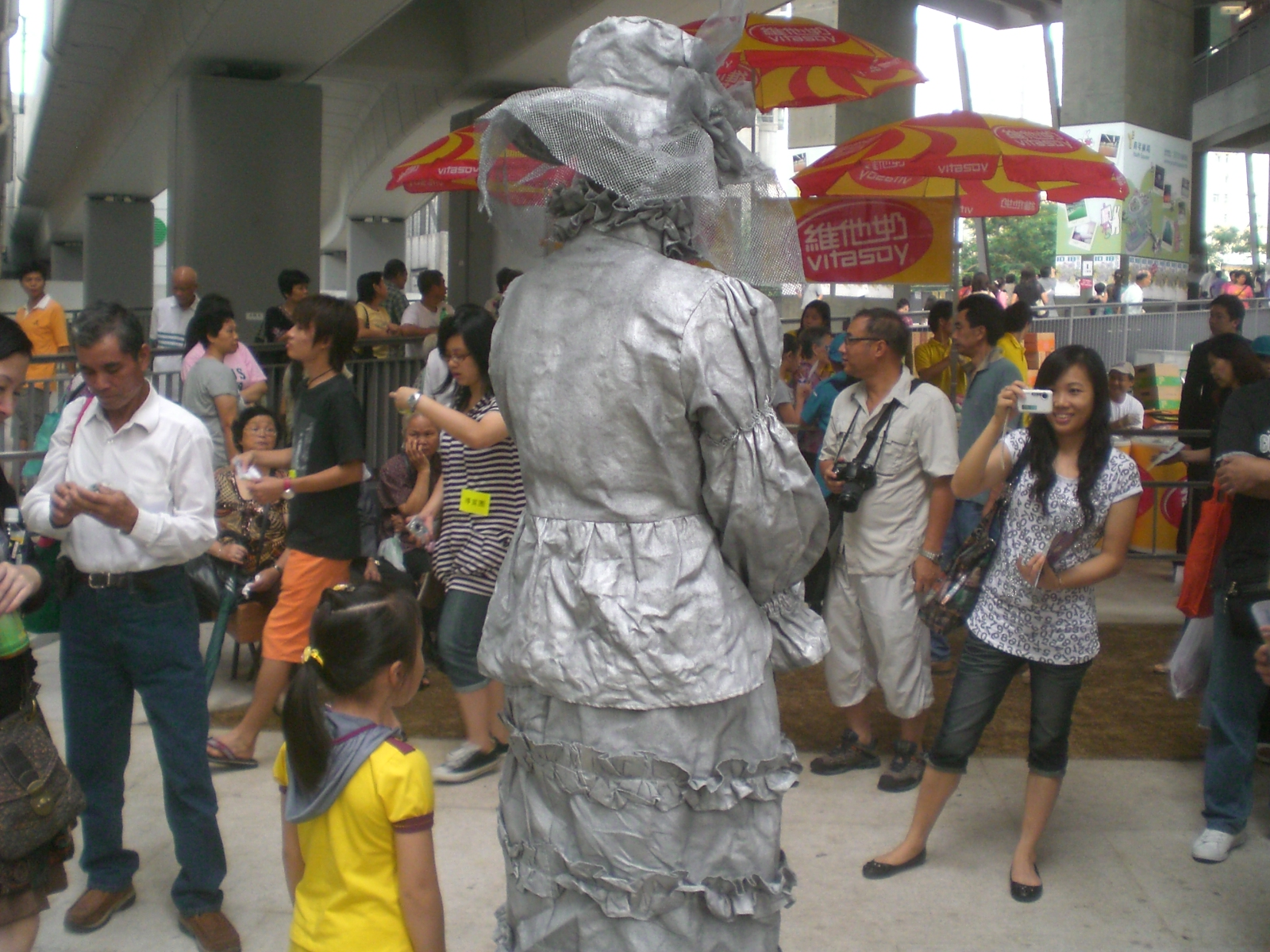

## 使用狀況
青年廣場自2009年4月開始分階段啟用以來，設施的使用率一直有所提升。現時主要設施（如Y旅舍、Y綜藝館、Y劇場）均錄得八成的使用率，而辦公室和商舖出租率更接近百分之百。廣場的收回成本比率亦一直維持在百分之五十之上。
2010年3月27日，有立法會議員批評廣場人流冷清，擔心長遠都要由港府「包底」。民政事務局強調廣場仍處於開業階段，會採取措施吸引更多旅客和租戶，又指「掟鞋」事件有助為廣場宣傳，引起議員嘩然。 
2010年7月6日，有曾租用青年廣場設施的人士指出，內裡配套設備保養不足及無法給使用者自行設定，更在表演期間發生火警鐘誤鳴，完全不符合實際需要。
2012年4月18日，審計署發表第五十八號審計報告，批評青年廣場的設施租用率低，選址錯誤，更指出青年廣場的實際營運虧損達3320萬元，比預期的500萬元虧損，高出超過五倍。
2013年6月，香港藝術學院正式遷入青年廣場。
2016年4月18日，民政事務局指出青年廣場設施使用率一直有所提升，指大部分設施使用率均達至十分高的水平。截至2016年1月，除辦公室單位及零售單位使用率達100%外，Y劇場使用率為79.6%。

## 相關新聞
2010年3月6日，時任政務司司長唐英年在出席及主持青年廣場暨青年高峰會開幕禮時，遭一名失業青年從台下扔鞋，尚幸沒有被擊中。亦有人衝上台要求與唐直接對話，數十名青年更橫臥環翠里路上當人肉路障阻擋唐英年乘車離開會場。
2010年6月13日，青年廣場發生首宗跳樓事件。一名40歲婦人疑因患有抑鬱症及癌病而厭世，到青年廣場14樓天台「空中緩跑徑」，跳樓墮地重傷昏迷，頭部和身體多處受傷，送院搶救後不治。
2022年，一名41歲康文署助理經理因涉嫌修改上班時間報表，以掩飾遲到約30小時而被廉政公署落案起訴。涉事女子在6月15日早上於Y旅舍自殺身亡。

## 鄰近交通
青年廣場毗鄰柴灣戲院大廈、四號幹線起點的柴灣道迴旋處、港鐵柴灣站、新翠花園、環翠商場及興華邨，並設有數條相連的有蓋行人天橋。遊人可由港鐵柴灣站A出口步行，經新翠花園及柴灣道迴旋處行人天橋（有往「青年廣場」的行人指示牌），抵達主座大樓一樓入口，或由港鐵柴灣站E出口步行，經行人天橋前往Y綜藝館。附近設有巴士站、專線小巴站等交通配套。

## 外部連結
- 青年廣場官方網頁 （页面存档备份，存于）
- Facebook專頁：Youth Square （页面存档备份，存于）

22°15′47″N 114°14′12″E / 22.26299°N 114.236725°E